# نيكولاس اغبرت ونايت
نيكولاس اغبرت ونايت (بالإنجليزية: Nicholas Egbert Knight)‏ هو سياسي أمريكي، ولد في 15 أكتوبر 1866، وتوفي في 18 أبريل 1946. حزبياً، نشط في الحزب الجمهوري. وقد انتخب عضو داكوتا الجنوبية البيت النواب.